# Miss USA 2006
Miss USA 2006, la 55.ª edición del certamen de Miss USA, fue celebrado en el 1st Mariner Arena en Baltimore, Maryland el 21 de abril de 2006.  Cincuenta y un candidatas compitieron por el título, en la cual fue ganado por Tara Conner de Kentucky.  Conner fue coronada por la Miss USA saliente, Chelsea Cooley de Carolina del Norte.
Este fue el segundo año consecutivo que el certamen es hecho en Baltimore, aunque la sede cambio del teatro Hippodrome  a un arena más grande 1st Marine. Las delegadas arribaron a la ciudad el 2 de abril de 2006, y estuvieron expuestas durante tres semanas de eventos, como ejercitaciones, entrenamientos para la competencia final. Esto incluyó un viaje a la ciudad de Nueva York para atender a una cita del lanzamiento del libro The Miss Universe Guide to Beauty y aparecieron en los medios de comunicación en el programa de Regis and Kathy, The Early Show y Total Request Live.
Los conductores del programa fueron Nancy O'Dell (presentador del certamen en el 2004 y el 2005) y Drew Lachey. Por primera vez la estrella Carson Kressley de Queer Eye for the Straight Guy estuvo de comentarista. Los  invitados especiales para entretener al público fueron los de East Village Opera Company.
La final fue emitida por NBC, con 7.77 millones de televidentes, el segundo índice más bajo jamás registrado de teleaudiencia.

## Resultados

### Clasificaciones
| Resultados finales | Candidata |
| ------------------ | --- |
| Miss USA 2006      | - Kentucky - Tara Conner |
| 1.ª finalista      | - California - Tamiko Nash |
| 2.ª finalista      | - Georgia - Lisa Wilson |
| 3.ª finalista      | - Ohio - Stacy Offenberger |
| 4.ª finalista      | - Florida - Cristin Duren |
| Top 10             | - Alabama - Haleigh Stidham - Washington D. C. - Candace Allen - Rhode Island - Leeann Tingley - Carolina del Sur - Lacy Lybrand - Texas - Lauren Lanning |
| Top 15             | - Arizona - Brenna Sakas - Illinois - Catherine Warren - Maine - Katee Stearns - Nevada - Lauren Scyphers - Tennessee - Lauren Grissom                    |

### Premios
- Miss Simpatía - Dottie Cannon (Minnesota)
- Miss Fotogénica - Cristin Duren (Florida)

## Delegadas

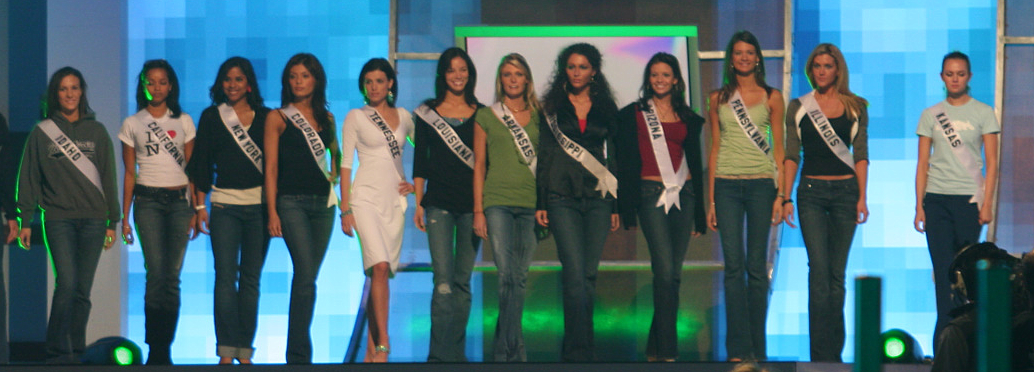
Las candidatas durante los entrenamientos

Las delegadas de Miss USA 2006 fueron:
| - Alabama - Haleigh Stidham - Alaska - Noelle Meyer - Arizona - Brenna Sakas - Arkansas - Kimberly Forsyth - California - Tamiko Nash - Colorado - Jacqueline Madera - Connecticut - Jeannine Phillips - Delaware - Ashlee Greenwell - Distrito de Columbia - Candace Allen - Florida - Cristin Duren - Georgia - Lisa Wilson - Hawaii - Radasha Ho'ohuli - Idaho - Allyson Swan - Illinois - Catherine Warren - Indiana - Bridget Bobel - Iowa - Sarah Corpstein - Kansas - Ashley Aull - Kentucky - Tara Conner - Louisiana - Christina Cuenca - Maine - Katee Stearns - Maryland - Melissa DiGiulian - Massachusetts - Tiffany Kelly - Michigan - Danelle Gay - Minnesota - Dottie Cannon - Mississippi - Kendra King - Missouri - Kristi Capel | - Montana - Jill McLain - Nebraska - Emily Poeschl - Nevada - Lauren Scyphers - New Hampshire - Krystal Barry - Nueva Jersey - Jessica Boyington - Nuevo México - Onawa Lacy - Nueva York - Adriana Diaz - Carolina del Norte - Samantha Holvey - Dakota del Norte - Kimberly Krueger - Ohio - Stacy Offenberger - Oklahoma - Robyn Watkins - Oregon - Allison Machado - Pennsylvania - Tanya Lehman - Rhode Island - Leeann Tingley - Carolina del Sur - Lacie Lybrand - Dakota del Sur - Alexis LeVan - Tennessee - Lauren Grissom - Texas - Lauren Lanning - Utah - Soben Huon - Vermont - Amanda Gilman - Virginia - Amber Copley - Washington - Tiffany Doorn - West Virginia - Jessica Wedge - Wisconsin - Anna Piscitello - Wyoming - Kristin George |  |

## Jurados
Hubo dos tipo de jurados: los primeros fueron para la competencia preliminar (celebrada el 14 de abril), y los otros para la  competencia final (21 de abril). Los últimos jueces decidieron quien ganaría el título de Miss USA.
| - Jeff Kimbell - empresario envuelto en la política estratégica, inmobiliaria y entretenimiento. - Kerry Cavanaugh - Gerente de la marca norteamericana CoverGirl. - Natasha O'Dell - Productor del proyecto especial de la división Black Entertainment Television. - Valerie Boyce - Un agente de Trump Model Management. - Arnold Williams - Gerente de Abrams, Foster, Nole & William (con sede en Pennsylvania) desde 1993. - Robb Merrit - Vicepresidente y desarrollador de una empresa inmobiliaria con sede en Baltimore, MD. - Rhona Gaff - Vicepresidente de Trump Organization. | - Jillian Barberie - Actriz y reportera de entretenimiento de Good Day LA. - Donny Deutsch - Ejecutivo corporativo y conductor de un talk show. - Gina Drosos- Vicepresidente y Gerente General de Global Cosmetics para Procter & Gamble. - Steve Madden - Fundador de una compañía de calzado con su mismo nombre. - Nicole Linkletter - Modelo del ciclo 5 de America's Next Top Model. - Donald Trump Jr. - Vicepresidente ejecutivo para Desarrollos y Adquisiciones y el hijo del dueño del certamen Donald Trump. - James Hyde - Protagonizó Sam Bennett en Passions de NBC por siete años. - Hines Ward - Recibidor de los Pittsburgh Steelers. - Chad Hedrick - Patinador de velocidad. |

## Pre-certamen especial

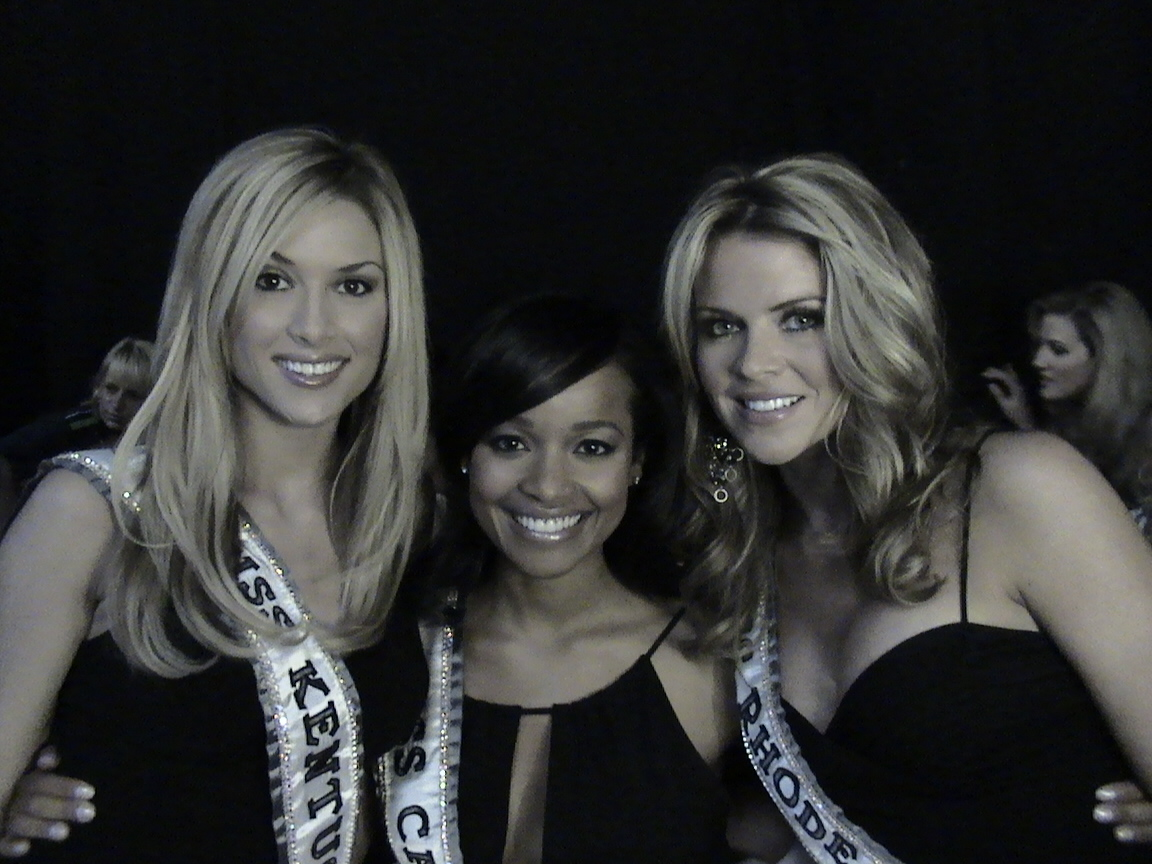
Tara Conner, Tamiko Nash y Leeann Tingley detrás del escenario durante el rodaje de Deal or No Deal

Una edición especial del certamen para el programa Deal or No Deal televisado el 12 de abril por la NBC.  En el show estuvo Miss USA 2005 Chelsea Cooley y 26 candidatas, en la que representaron a las modelos con los maletines:
Haleigh Stidham (AL), Kimberly Forsyth (AR), Tamiko Nash (CA), Jeannine Phillips (CT), Ashlee Greenwell (DE), Cristin Duren (FL), Catherine Warren (IL), Bridget Bobel (IN), Tara Conner (KY), Christina Cuenca (LA), Katee Stearns (ME), Tiffany Kelly (MA), Danelle Gay (MI), Dottie Cannon, (MN), Kristi Capel (MO), Lauren Scyphers (NV), Jessica Boyington (NJ), Onawa Lacy (NM), Samantha Holvey (NC), Kimberly Krueger (ND), Tanya Lehman (PA), Leeann Tingley (RI), Lacie Lybrand (SC), Soben Huon (UT), Amber Copley (VA), Jessica Wedge (WV).